# Union pour la liberté
Pour les articles homonymes, voir UW.
L'Union pour la liberté (en polonais : Unia Wolności, UW) est un parti politique polonais libéral de centre droit, résultant de la fusion de deux partis libéraux issus de scissions libérales de Solidarność : l'Union démocratique (UD)  et le Congrès libéral-démocrate (KLD).

## Historique
Créé le 23 avril 1994 par Władysław Frasyniuk, ce parti a subi une déroute électorale en 2001 qui l'a totalement écarté de la Diète (Sejm). Il disposait de plusieurs députés européens à la suite des élections de juin 2004 dont Bronisław Geremek. 
Le 27 février 2005, l'un de ses principaux membres, l'ancien chef du gouvernement Tadeusz Mazowiecki lui donne la forme d'un nouveau parti centriste avec l'ex vice-président du Conseil des ministres Jerzy Hausner, démissionnaire du gouvernement Belka, que rejoignent la plupart des membres de l'UW : le Parti démocrate - demokraci.pl. 
Marek Belka rejoint peu après ce parti.

## Élus au Parlement européen (2004)
- Bronisław Geremek, historien, homme politique, ancien ministre des Affaires étrangères.
- Jan Kułakowski, juriste, syndicaliste, ancien négociateur des accords entre la Pologne et l'Union européenne.
- Janusz Onyszkiewicz, mathématicien et homme politique, vice-président du Parlement européen.
- Grażyna Staniszewska (pl), femme politique, sénatrice.